# Amephana warionis
Amephana warionis är en fjärilsart som beskrevs av Charles Oberthür 1876. Amephana warionis ingår i släktet Amephana och familjen nattflyn. Inga underarter finns listade i Catalogue of Life.